# Mecklenburgische Brauerei Lübz
Vous pouvez aider à l'améliorer ou bien discuter des problèmes sur sa page de discussion.
- Il ne cite pas suffisamment ses sources. Vous pouvez indiquer les passages à sourcer avec {{référence nécessaire}} ou {{Référence souhaitée}}, et inclure les références utiles en les liant aux notes de bas de page. (Marqué depuis mai 2021)
- Il contient une ou plusieurs listes. Le texte gagnerait à être rédigé sous la forme d’un ou plusieurs paragraphes synthétiques, afin d’être plus agréable à lire. (Marqué depuis mai 2021)

- Archive Wikiwix
- Bing
- Cairn
- DuckDuckGo
- E. Universalis
- Gallica
- Google
- G. Books
- G. News
- G. Scholar
- Persée
- Qwant
- (zh) Baidu
- (ru) Yandex
- (wd) trouver des œuvres sur Wikidata

La Mecklenburgische Brauerei Lübz est une brasserie à Lübz.

## Histoire
La brasserie est fondée en 1877 par August Krüger et commercialisée sous différentes appellations : Bürgerliches Brauhaus GmbH zu Lübz (à partir de 1905), Vereinsbrauerei Mecklenburger Wirte GmbH zu Lübz (à partir de 1907) et Vereinsbrauerei Mecklenburger Wirte AG, Lübz (à partir de 1921). Après la Seconde Guerre mondiale, la brasserie est démontée. L'expropriation n'est pas possible, car l'actionnaire majoritaire (55% des actions) est américain.
Après 1969, la construction d'une brasserie et l'affectation à la boisson se font avec l'entreprise VEB Brauerei Lübz. Pendant la RDA, la brasserie peut exporter en Allemagne de l'Ouest. Elle fournit des sociétés comme Spar, Aldi et Penny. La brasserie de Lübz est la seule usine de remplissage de canettes de la RDA.
En 1991, la société Holsten-Brauerei, dont le siège est à Hambourg, devient actionnaire majoritaire et les installations de brassage sont modernisées : en 1996, la Mecklenburgische Brauerei Lübz reprend la marque de bière Nordbräu (avec son ancien siège à Neubrandenbourg). Depuis 2004, Mecklenburgische Brauerei Lübz, par Holsten,fait partie du groupe Carlsberg.
La capacité de production en 2011 est de 1,16 million d'hectolitres, elle a légèrement augmenté (1,13 million d'hectolitres l'année précédente). La Mecklenburgische Brauerei Lübz est avec la Darguner Brauerei et la Hanseatische Brauerei Rostock, l'une des principales brasseries du Mecklembourg-Poméranie-Occidentale. Elle est un sponsor du club de football FC Hansa Rostock. Pendant la saison 2008-2009, elle s'affiche sur le maillot du club.

## Production
- Lübzer Pils (4,9 % vol.)
- Lübzer Bock (7,0 % vol.)
- Lübzer Export (5,2 % vol.)
- Lübzer Urkraft (6,0 % vol.)
- Lübzer Schwarzbier (4,9 % vol.)
- Duckstein (4,9 % vol.)
- Lübzer Lemon (2,5 % vol., mélange de pils et de limonade citron-lime)
- Lübzer Grapefruit (2,0 % vol., mélange de pils et de limonade pamplemousse rose)
- Lübzer Alkoholfrei (sans alcool)